# Primark
Primark (Írországban Penneys néven ismert) ír divatcikk kiskereskedelmi vállalat, amely több mint 440 boltot üzemeltet 17 országban. A vállalat székhelye Dublinban található.

## Történet
Az első boltot Arthur Ryan nyitotta meg 1969-ben Dublinban, eredetileg Penneys néven. A bolt sikerének köszönhetően, 1971-ben Belfastban egy nagy áruházat nyitottak, majd 1973-ban az első külföldi áruházat, az Egyesült Királyságban levő Derbyben. Ám a Penneys nevet hamarosan le kellett cserélni, hiszen már létezett J.C.Penney néven egy kiskereskedelmi áruházlánc.

## Termékek
A Primark széles kínálattal, gyermek- és babaruházati cikkeket, női, férfi ruhákat, kiegészítőket, cipőket, lábbeliket, kozmetikai termékeket és cukorkákat értékesít. Egy 2014-es kampánya során a Sephora termékeket már 1 fonttól árultak.  2018 óta vegán rágcsálnivalókat árulnak.  A Primarkot, a Zarahoz és H&M-hez hasonlóan a fast fashion irányzattal azonosítják.